# アール・ゼ・メティエ駅
アール・ゼ・メティエ駅（アール・ゼ・メティエえき、Arts et Métiers 発音例）は、フランス・パリ3区にあるパリメトロの駅。
駅名の「Arts et Métiers」とは工芸を意味し、国立工芸院、および工芸博物館に隣接することにちなむ。

## 利用可能な鉄道路線
- パリメトロ
  - 3号線
  - 11号線

## 駅周辺
- 国立工芸院
- 工芸博物館

## 歴史
- 1904年10月19日、3号線ヴィリエ駅 - ペール・ラシェーズ駅間開通に伴い、開業。
- 1935年4月28日、11号線シャトレ駅 - ポルト・デ・リラ駅間開通に伴い、11号線の乗り入れ開始。

## その他
- スチームパンク風の潜水艦を模した11号線ホームの装飾は、1994年、隣接する国立工芸院の創設200周年を記念して施されたものである。

## 隣の駅
パリメトロ
3号線
レオミュール＝セバストポル駅（Réaumur - Sébastopol） - アール・ゼ・メティエ駅 - タンプル駅（Temple）
11号線
ランビュトー駅（Rambuteau） - アール・ゼ・メティエ駅 - レピュブリック駅（République）